# Desigualtat de Young
En matemàtiques, la desigualtat de Young s'usa per referir-se a dues desigualtats: una sobre el producte de dos nombres, i una altra sobre la convolució de dues funcions. El seu nom prové del matemàtic anglès William Henry Young.
Es pot fer servir la desigualtat de Young per demostrar la desigualtat de Hölder. També se sol utilitzar per estimar la norma dels termes no lineals en teoria d'EDP, ja que permet estimar el producte de dos termes per la suma de potències adequades d'aquests mateixos termes.

## Desigualtat de Young per productes

### Versió estàndard per exponents conjugats de Hölder
En la seva forma estàndard, la desigualtat afirma que si a i b són nombres reals no-negatius, i p i q són nombres reals positius tals que 1/p + 1/q = 1, llavors
{\displaystyle ab\leq {\frac {a^{p}}{p}}+{\frac {b^{q}}{q}}.}
on la igualtat s'assoleix si i només si ap = bq. Aquesta forma de la desigualtat de Yound és un cas especial de la desigualtat entre les mitjanes aritmètica i geomètrica, i es pot emprar per demostrar la desigualtat de Hölder.

### Cas elemental
Un cas elemental de la desigualtat és aquella on l'exponent q és igual a 2,
{\displaystyle ab\leq {\frac {a^{2}}{2}}+{\frac {b^{2}}{2}},}
que al seu torn dona lloc a la desigualtat de Young amb with ε (vàlida per a qualsevol ε > 0). Aquesta nova desigualtat permet "guanyar" control sobre el segon terme amb la contraprestació de "perdre" control sobre el primer terme:
{\displaystyle ab\leq {\frac {a^{2}}{2\varepsilon }}+{\frac {\varepsilon b^{2}}{2}}.}

### Versió estàndard per funcions creixents

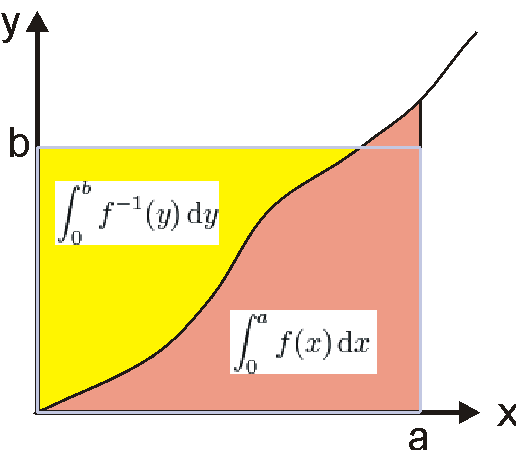
L'àrea del rectangle (a, b) no pot ser més gran que la suma de les àrees sota les funcions (en vermell) i (en groc)

Per la versió estàndard de la desigualtat, sigui f una funció real, contínua i estrictament creixent a l'interval [0, c], on c > 0 i f(0) = 0. Sigui f−1 la funció inversa de f. Aleshores, per qualsevol a ∈ [0, c] i b ∈ [0, f(c)],
{\displaystyle ab\leq \int _{0}^{a}f(x)\,dx+\int _{0}^{b}f^{-1}(x)\,dx}
on la igualtat s'assoleix si i només si b = f(a).

### Generalització mitjançant les transformades de Fenchel-Legendre
Si f és una funció convexa i denotem la seva transformada de Legendre (conjugada convexa) per g, llavors
{\displaystyle ab\leq f(a)+g(b).\,}
Això és una conseqüència immediata de la definició de la transformada de Legendre.
Més en general, si f és una funció convexa definida sobre un espai vectorial real {\displaystyle X}, i denotem la seva conjugada complexa per {\displaystyle f^{\star }} (i està definida dobre l'espai dual {\displaystyle X^{\star }}), llavors
{\displaystyle \langle u,v\rangle \leq f^{\star }(u)+f(v).}
on {\displaystyle \langle \cdot ,\cdot \rangle :X^{\star }\times X\to \mathbb {R} } és l'emparellament dual.

#### Exemples
- La transformada de Legendre de f(a) = ap/p és g(b) = bq/q amb q tal que 1/p + 1/q = 1 i, per tant, la desigualtat de Young per exponents conjugats de Hölder n'és un cas especial.
- La transformada de Legendre de f(a) = ea – 1 és g(b) = 1 − b + b ln b; per tant, ab ≤ ea − b + b ln b per a qualssevol a i b no negatius. Aquesta estimació és útil en la teoria de grans desviacions sota condicions de moment exponencials, perquè b ln b apareix en la definició d'entropia relativa, que és la funció de freqüència del teorema de Sanov.

## Desigualtat de Young per convolucions
En anàlisi real, aquest resultat també es coneix com a desigualtat de Young:
Suposem que f pertany a Lp(Rd) i que g pertany a Lq(Rd), i
{\displaystyle {\frac {1}{p}}+{\frac {1}{q}}={\frac {1}{r}}+1}
amb 1 ≤ p, q, r ≤ ∞. Llavors
{\displaystyle \|f*g\|_{r}\leq \|f\|_{p}\|g\|_{q}.}
Aquí, {\displaystyle *} denota la convolució, Lp és un espai de Lebesgue, i
{\displaystyle \|f\|_{p}={\Bigl (}\int |f(x)|^{p}\,dx{\Bigr )}^{1/p}}
denota la norma usual Lp.
En el cas que p, q > 1 la desigualtat de Young es pot reforçar com
{\displaystyle \|f*g\|_{r}\leq c_{p,q}\|f\|_{p}\|g\|_{q}.}
on la constant cp,q < 1.